# Viva! La Woman
Viva! La Woman è l'album di debutto del gruppo musicale statunitense Cibo Matto e pubblicato nel 1996.

## Tracce
1. Apple (Cibo Matto) - 4:01
2. Beef Jerky (Cibo Matto) - 2:28
3. Sugar Water (Cibo Matto, Ennio Morricone) - 4:29
4. White Pepper Ice Cream (Cibo Matto) - 5:10
5. Birthday Cake (Cibo Matto) - 3:15
6. Know Your Chicken (Cibo Matto) - 4:21
7. Theme (Cibo Matto) - 10:49
8. The Candy Man (Leslie Bricusse, Anthony Newley) - 3:11
9. Le Pain Perdu (Cibo Matto) - 3:29
10. Artichoke (Cibo Matto, Kudsi Erguner) - 6:41
11. Jive (Cibo Matto) - 0:18